# Heimhof-Theater

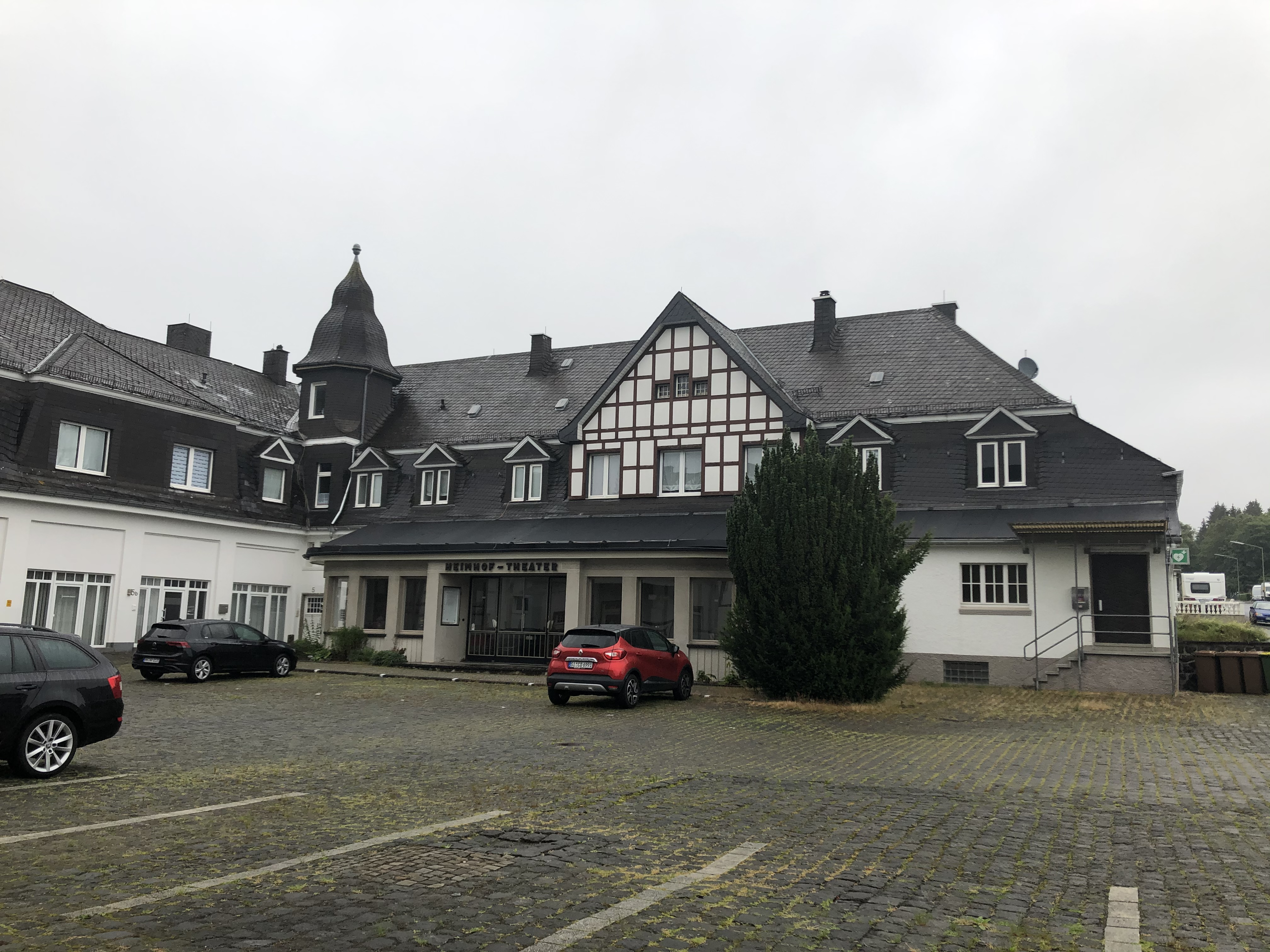
Heimhof-Theater in Würgendorf

Das Heimhof-Theater ist ein 1951 in einem Betriebshof der Dynamit Nobel AG eröffnetes, inzwischen denkmalgeschütztes Theatergebäude in Würgendorf, einem Ortsteil von Burbach im Siegerland, im Kreis Siegen-Wittgenstein (Nordrhein-Westfalen). Das Theater ist wegen der bauzeitlichen Inneneinrichtung und der Raumdekoration, die zum Teil mit im eigenen Werk hergestellten Kunststoffen hergestellt wurde, als in dieser Geschlossenheit erhaltenes Haus bemerkenswert. Auch die Bühnentechnik der 1950er Jahre ist bemerkenswert.

## Geschichte und Architektur
Ein Werk der Dynamit Nobel AG lag in der Nachbarschaft und errichtete das Gebäude als Betriebshof. Die dreiflügelige Anlage bestand aus Wohnungen, Pferdeställen und einem Wasserturm, um die Versorgung der Pferde zu sichern. Der 22 Meter hohe Heimhofturm wurde 1917 erbaut und gilt als Wahrzeichen. Im oberen Teil war ein Wasservorratsbehälter untergebracht, um die Pferde mit abgestandenem Wasser zu versorgen. Im Mansarden-Etagengeschoss waren Wohnungen für die Fuhrleute und Kutscher untergebracht. Die Erzeugnisse der Dynamitfabrik wurden 1916 mit Pferdegespannen über die Landstraßen transportiert. Die Fahrzeuge waren bis zu zwei Wochen unterwegs und fuhren bis Süd- oder Norddeutschland. Die Stallungen standen auf dem Werksgelände, hier ereignete sich eine Explosion, bei der 18 Pferde starben.
Es wurde von der Werksleitung beschlossen, neue Ställe außerhalb des Fabrikgeländes zu errichten. In der Nähe der Heimhof- und Hauptstraße wurde ein Grundstück gekauft, das zum Teil sumpfig und mit Disteln bestanden war. Der Architekt Ross aus Köln erstellte die Baupläne, und die Firma Hering aus Holzhausen führte das hufeisenförmige Gebäude aus. Die Pferdeställe wurden im Südflügel, die Wagenschuppen im Nordflügel und die Garagen und eine Futterkammer, sowie Nebengelasse im Westflügel eingerichtet. Die Stellmacherei und die Hofschmiede wurden auf einem Nachbargelände errichtet. Die Pferde wurden bis zur Fertigstellung der Stallungen in einem provisorischen Stall in der Nähe untergebracht. Dieser Stall wurde 1939 abgebrochen und an dessen Stelle ein Doppelwohnhaus gebaut. Im Ersten Weltkrieg mussten ausländische Arbeitskräfte angeworben werden, somit änderten sich die Planungen bezüglich der Nutzung. In den für die Kutscher vorgesehenen Wohnräumen wurden Frauenschlafräume, im Nord- und Westflügel Schlafräume für die Männer eingerichtet. Der Pferdestall diente als Speisesaal, die Futterkammer wurde als Lager für Lebensmittel genutzt. Kartoffeln und Gemüse wurden in der noch nicht in Betrieb genommenen Düngergrube eingelagert. Insgesamt lebten in dieser Zeit bis zu 600 Menschen. Die Frauen unterstanden einer sogenannten Heimleiterin, daraus resultierte der Name Heimhof. Die Anlage wurde noch um vier Wohnbaracken erweitert. Bis zum Ende des Ersten Weltkrieges wurden hier noch eine Poststelle und eine Polizeistation untergebracht. 1918 wurde unter der Leitung des Sanitätsrates Walter Schmieden ein für damalige Verhältnisse modernes Krankenhaus mit 24 Betten eingerichtet.
Nach dem Krieg wurde der Heimhof geräumt, um ihn wieder für das Werk nutzbar zu machen. Die Zahl der Arbeiter stieg schnell an, viele kehrten aus dem Krieg in die Heimatorte zurück. Die Kücheneinrichtung und die Dampfkesselanlage wurden abgebrochen und eingelagert. Unter der Bauleitung des Architekten Alfred Richter wurden Wohnungen gebaut. Die Pferde wurden 1919 in den vorgesehenen Stallungen untergebracht und der Wasserturm in Betrieb genommen. Der Turm erlitt durch Frost im Jahr 1922 starke Schäden, wurde aber nicht wieder instand gesetzt, da die Anzahl der Pferde stark rückläufig war. Die letzten Pferde verließen 1929 den Hof, der Transport der Sprengstoffe wurde über LKW und die Bahn erledigt. Im Jahr 1928 richtete sich in den frei gewordenen Ställen eine Feuerwehrgeräteabteilung ein. Der freiwillige Arbeitsdienst richtete sich in der ehemaligen Kleiderkammer ein, die SA benutzte den heutigen Parkettteil ab 1933, im Südflügel wurden 1937 ein großer Luftschutzraum und ein Sanitätsraum eingerichtet. Zum Ende des Zweiten Weltkrieges wurden hier Möbel und Kunstwerke, unter anderem ein Gemälde Spitzwegs, eingelagert.
Die Besatzungsmächte nutzten den Heimhof ab 1945 als Feldlazarett und Sergantenmesse um. 1946 normalisierten sich die Verhältnisse, die Wohnungen wurden von Zivilisten bezogen, in einem notdürftig eingerichteten Raum in Nordflügel gastierte ein Wanderkino, es wurden auch Lichtbildervorträge gehalten. Im Nordflügel wurden 1951 die Pferdeställe durch den Einbau eines Theaters für die Belegschaft ersetzt, das von außen nicht erkennbar war.  Der Kulturkreis um die Wasserscheide wurde gegründet, für das Theater waren umfangreiche Baumaßnahmen notwendig. Für den Männergesangverein Heimatliebe, den Werkschor, wurde in der ehemaligen Futterkammer ein Sängerheim eingerichtet und 1953 bezogen. Nach einem Brand im Jahr 1955 wurde es vollständig erneuert, ein runder Vorbau als Eingang wurde angesetzt. Das Theater hat 250 Sitzplätze. Der Förderverein Heimhof-Theater kaufte das Gebäude 2006, ab 2007 wurden umfassende Renovierungsmaßnahmen vorgenommen, und das Theater konnte am 16. April 2010 wiedereröffnet werden. Anlässlich der Wiedereröffnung wurde es im Mai 2010 vom LWL-Amt für Denkmalpflege in Westfalen als Denkmal des Monats in Westfalen-Lippe ausgezeichnet.